# Monte Carlo Open 1991
Il Monte Carlo Masters 1991 è stato un torneo di tennis giocato sulla terra rossa. È stata l'84ª edizione del Monte Carlo Masters, che fa parte della categoria ATP Super 9 nell'ambito dell'ATP Tour 1991. Si è giocato al Monte Carlo Country Club di Roquebrune-Cap-Martin in Francia vicino a Monte Carlo, dal 22 al 29 aprile 1991.

## Campioni

### Singolare
Sergi Bruguera ha battuto in finale  Boris Becker con il punteggio di 5–7, 6–4, 7–6, 7–6.

### Doppio
Luke Jensen /  Laurie Warder hanno battuto in finale  Paul Haarhuis /  Mark Koevermans con il punteggio di 5–7, 7–6, 6–4.